# Базовский, Милош Александр

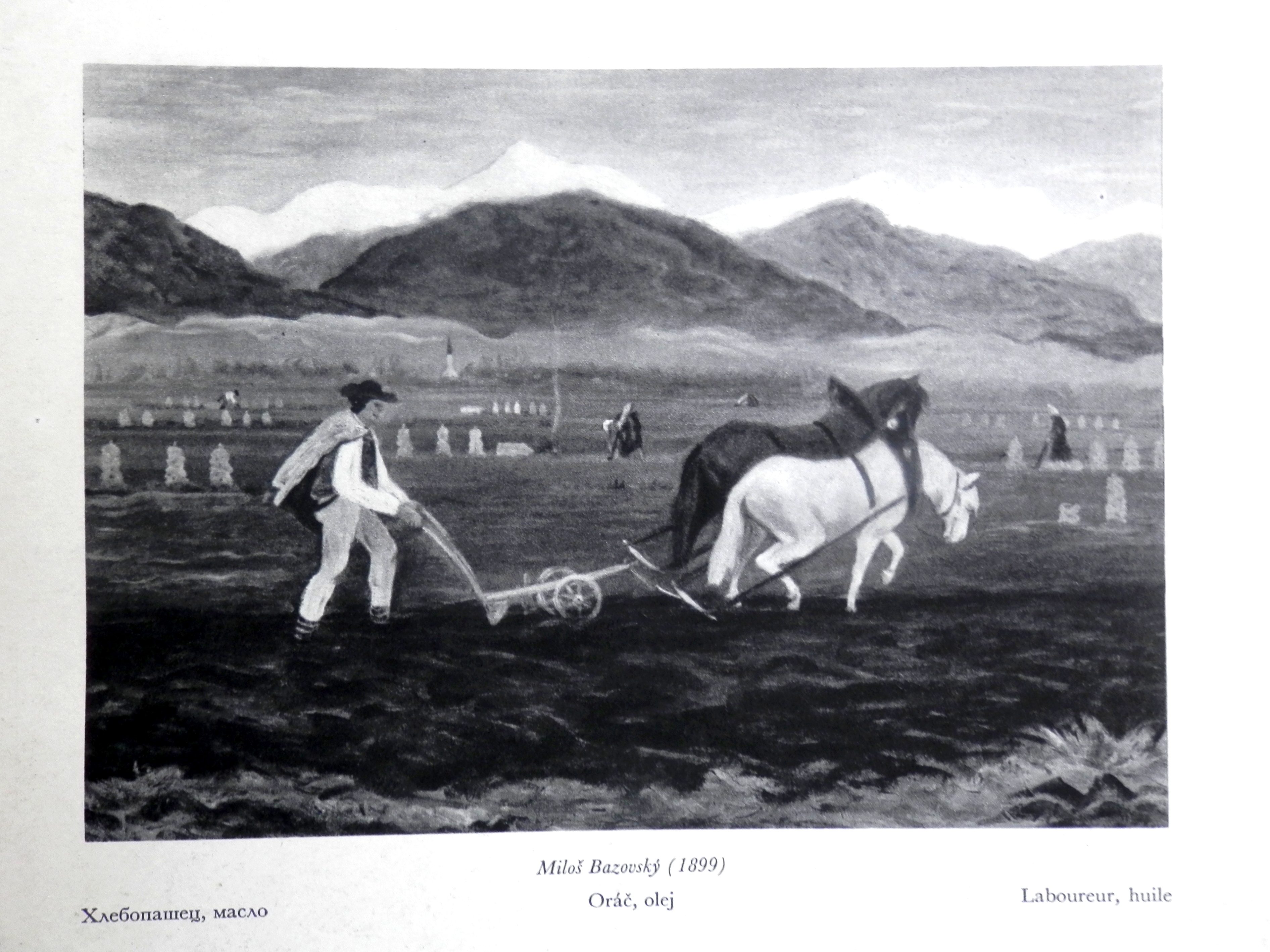
Хлебопашец (1947)

Милош Александр Базовский (словац. Miloš Alexander Bazovský; 11 января 1899[…], Тураны, Мартин — 15 декабря 1968, Тренчин, Западно-Словацкий край) — словацкий художник, представитель первого поколения словацкого модерна.

## Биография
Родился 11 января 1899 года в городке Тураны-над-Вагом в семье учителя.
Учился в Академии художеств в Будапеште (1918) и в Академии изобразительных искусств в Праге (1919—1924), учителя — профессора Влахо Буковац, Максимилиан Пирнер, Якуб Обровски и Макс Швабинский. Также занимался в частной школе живописи профессора Алоиса Делуги в Вене (1921).
В 1924 году вернулся в Словакию. Вместе с другими художниками устраивал передвижные выставки. В работах 1938—1945 годов присутствуют аллюзии на военное время.
После 1948 года, когда жёстко навязывался социалистический реализм, продолжал работать в стиле модернизма, за что подвергался политическим нападкам.
Известен как колорист, при ограниченной цветовой палитре (в основном красный, желтый, коричневый и охристый), умел создавать цветовую гармонию.
В 1962 году переехал в Тренчин, где и умер.
В 1969 году в Тренчине была основана картинная галерея Милоша Александра Базовского, в которой в настоящее время насчитывается более 1200 картин и рисунков.